# Pachomowo (Kursk)
Pachomowo (russisch Пахомово) ist ein Dorf (derewnja) in der Oblast Kursk in Russland. Es gehört zum Rajon Kursk und zur Landgemeinde (selskoje posselenije) Breschnewski selsowjet.

## Geographie
Der Ort liegt gut 23 km Luftlinie nordwestlich des Oblastverwaltungszentrums Kursk im südwestlichen Teil der Mittelrussischen Platte, 10 km vom Sitz des Dorfsowjet – Werchnekassinowo, 87 km vor Grenze zwischen Russland und der Ukraine, am Fluss Malaja Kuriza (rechter Nebenfluss der Bolschaja Kuriza im Becken des Seim).

### Klima
Das Klima im Ort ist wie im Rest des Rajons kalt und gemäßigt. Es gibt während des Jahres eine erhebliche Niederschlagsmenge. Dfb lautet die Klassifikation des Klimas nach Köppen und Geiger.

## Bevölkerungsentwicklung
| Jahr | Einwohner |
| ---- | --------- |
| 2002 | 19        |
| 2010 | 15        |

Anmerkung: Volkszählungsdaten

## Verkehr
Pachomowo liegt 10 km vor Fernstraße föderaler Bedeutung M2 „Krim“ (ein Teil der Europastraße E105), 0,7 km vor Straße interkommunaler Bedeutung 38N-182 (M2 „Krim“ – Werchnjaja Medwediza – Rasinkowo) und 24 km vom nächsten Bahnhof Kursk (Eisenbahnstrecken: Orjol – Kursk, Kursk – 146 km und Lgow-Kijewski – Kursk) entfernt.
Der Ort liegt 140 km vom internationalen Flughafen von Belgorod entfernt.